# Cor van Dekken
Cornelis (Cor) van Dekken (Amsterdam, 10 augustus 1931 – 26 december 2022) was een Nederlands voetballer die als aanvaller speelde.

## Biografie
Cor van Dekken is de zoon van Cornelis van Dekken en Alida Stam. Zijn vader was een technisch hoofdambtenaar der gemeente Amsterdam en sinds 1974 lid van de Ledenraad van de AFC Ajax.
Hij speelde in 1956 bij Ajax als linksbuiten. Van zijn debuut in het kampioenschap op 13 mei 1956 tegen Roda Sport tot zijn laatste wedstrijd op 10 juni 1956 tegen Stormvogels speelde Van Dekken in totaal zes wedstrijden in het eerste elftal van Ajax. Na een periode in Ajax vertrok hij naar Blauw-Wit.
Hij overleed op 26 december 2022.

## Statistieken
| Club  | Seizoen | Competitie | Competitie | Beker | Beker | Totaal | Totaal |
| Club  | Seizoen | Wed.       | Dlp.       | Wed.  | Dlp.  | Wed.   | Dlp.   |
| ----- | ------- | ---------- | ---------- | ----- | ----- | ------ | ------ |
| Ajax  | 1955/56 | 6          | 0          | -     | -     | 6      | 0      |
| Total | Total   | 6          | 0          | -     | -     | 6      | 0      |